# 维福尔
维福尔（法語：Viffort，法語發音：[vifɔʁ]）是法国上法蘭西大區埃纳省的一个市镇，属于蒂耶里堡区。

## 地理
维福尔（48°57'41"N, 3°27'28"E）面积9.83 平方千米，位于法国上法蘭西大區埃纳省，该省份为法国北部内陆省份，北起北部省，西接索姆省和瓦兹省，东临阿登省和马恩省，西南至塞纳-马恩省，东北部与比利时接壤。
与维福尔接壤的市镇（或旧市镇、城区）包括：蒙福孔、蒙勒翁、内勒拉蒙塔涅、罗祖瓦-贝勒瓦勒、布里地区迪斯和莫兰。

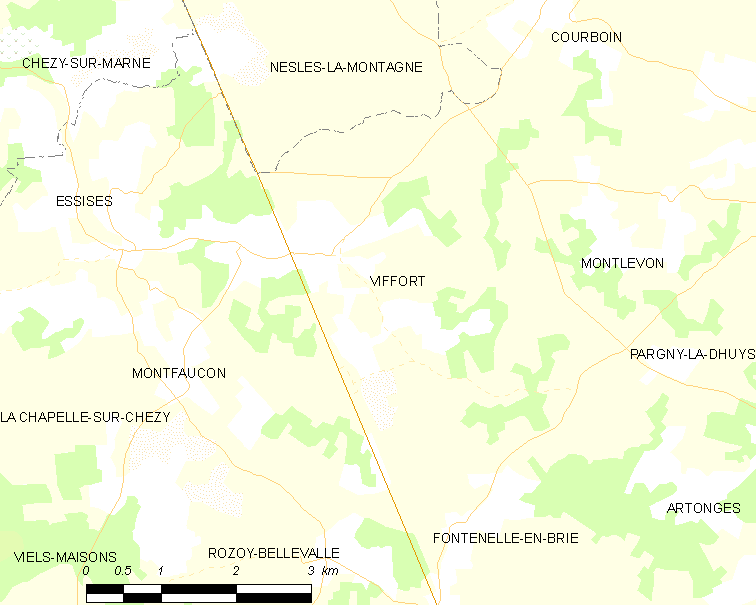
维福尔的OSM定位图

维福尔的时区为UTC+01:00、UTC+02:00（夏令时）。

## 行政
维福尔的邮政编码为02540，INSEE市镇编码为02800。

## 政治
维福尔所属的省级选区为马恩河畔埃索姆县。

## 人口

1962-2008年间维福尔人口变化图示

维福尔于2022年1月1日时的人口数量为314人。